# HOT SUN
HOT SUN（ホット・サン）は、2014年6月18日にリリースされたキム・ヒョンジュンの4枚目のシングル。

## 概要
- 日本4thシングル。
- 「初回限定盤」と「通常盤」の6形態で発売。
- 表題曲「HOT SUN」は、スティーヴン・リーによるプロデュース楽曲。
- カップリング「TIMING」にはキム・ヒョンジュンからのオファーにより、日本のアーティストのSKY-HIがラップで参加している[1]。日本のアーティストとコラボレーションをした楽曲はこれが初となる[注 1]。
- オリコン週間シングルチャートでは「HEAT」以来、シングルとしては2枚目の1位を獲得した。海外ソロアーティストによる2作目のシングル首位は、欧陽菲菲が「ラヴ・イズ・オーヴァー」で2作目の首位を獲得して以来、30年半ぶり史上2人目であり、海外男性ソロ・アーティストでは史上初の快挙となった[2]。

## 収録曲

### 通常盤/TypeA/TypeE
CD
1. HOT SUN
2. TIMING (feat.SKY-HI)
3. HOT SUN -Instrumental-
4. TIMING (feat.SKY-HI) -Instrumental-

### TypeC
CD
1. HOT SUN
2. TIMING (feat.SKY-HI)
3. Good-Bye
4. HOT SUN -Instrumental-
5. TIMING (feat.SKY-HI) -Instrumental-
6. Good-Bye -Instrumental-

### TypeD
CD
1. HOT SUN
2. TIMING (feat.SKY-HI)
3. B.I.N.G.O
4. HOT SUN -Instrumental-
5. TIMING (feat.SKY-HI) -Instrumental-
6. B.I.N.G.O -Instrumental-

### TypeA DVD
1. 2013 KHJ SHOW FANMEETING CONCERT Party People - Digest -

### TypeB DVD
1. HOT SUN -Jacket Making Film-